# Eric Kandel
Eric Richard Kandel (Wenen, 7 november 1929) is een Amerikaanse psychiater en neurowetenschapper, die gedurende een groot deel van zijn carrière als hoogleraar Biochemie en Biofysica was verbonden aan de Columbia-universiteit in New York. Hij werd internationaal bekend toen hij in 2000 de Nobelprijs voor de Fysiologie of Geneeskunde ontving voor zijn onderzoek naar de werking van het geheugen op moleculair niveau. Hij deelde deze prijs met Arvid Carlsson en Paul Greengard. In tegenstelling tot wat algemeen wordt beweerd was Kandel niet de eerste psychiater die ooit een Nobelprijs ontving, dit was Julius Wagner-Jauregg.

## Biografie
De in Oostenrijk geboren Eric Kandel is de zoon van Herman Kandel (1898-1976) en Charlotte Zimels (1897-1991). Hij groeide op in Wenen waar hij het geweld zag teweeggebracht door de Oostenrijkse pro-Naziwetten. Zijn familie wist ternauwernood het land te ontvluchten enkele dagen voordat de Tweede Wereldoorlog begon. Ze kwamen uiteindelijk terecht in de Verenigde Staten waar Eric een openbare school bezocht in Brooklyn. Later studeerde hij psychiatrie, neurologie en biochemie aan Harvard en New York-universiteit. 
Vervolgens was hij werkzaam aan het Montefiore Hospital, de National Institutes of Health (NIH), Harvard Medical School, en de New York-universiteit, alvorens zich ten slotte in 1974 te vestigen op de Columbia-universiteit – eerst als docent en vanaf 1983 als hoogleraar fysiologie en psychiatrie aan het Centrum voor Neurobiologie en Gedrag van het College of Physicians and Surgeons. Daarnaast is hij senior onderzoeker aan het Howard Hughes Medical Institute (HHMI).

## Werk
Kandel deed onderzoek naar de werking van het geheugen en hij toonde aan dat geheugenfuncties op het niveau van de synaps tussen zenuwcellen van de hippocampus plaatsvindt. Voor zijn onderzoek maakte hij gebruik van de zeehaas (Aplysia californica), een weekdier met 'eenvoudig' en geheel in kaart gebracht zenuwstelsel. Hiermee wist hij in een diermodel gedrachtsmatig verschillende gedefinieerde vormen van leren (habilitatie, sensitisatie en klassieke conditionering) te relateren aan subcellulaire en intercellulaire signaaloverdracht.
In de jaren negentig hield Kandel zich bezig met leer- en geheugenprocessen bij zoogdieren. Middels genetisch gemodificeerde muizen leidde zijn werk tot de ontdekking van het functioneren van het korte- en langetermijngeheugens. Het langetermijngeheugen berust op de aanmaak van nieuwe eiwitten, dit in tegenstelling tot het kortetermijngeheugen dat berust op een functionele aanpassing van een actie-reactiepatroon met behulp van bestaande structuren. Doel van dit onderzoek zijn nieuwe behandelmethodes voor dementie en het verbeteren van het geheugen.
Naast de Nobelprijs werd Kandel ook onderscheiden met de Dickson Award (1982), de Albert Lasker Award for Basic Medical Research (1983, met Vernon B. Mountcastle), de National Medal of Science (1988), de Wolfprijs in Medicijnen (1999) en de Dr. A.H. Heinekenprijs  voor Geneeskunde (2000). In 2006 publiceerde Kandel zijn autobiografie In Search of Memory: The Emergence of a New Science of Mind. Een bekend studieboek, waarvan Kandel medeauteur is, is Principles of Neural Science (eerste editie 1981).